# 日本血液製剤機構
一般社団法人日本血液製剤機構(にっぽんけつえきせいざいきこう、英文：Japan Blood Products Organization) は、東京都港区芝浦に本社を置く、日本の医薬品メーカー。

## 概要
日本赤十字社の血漿分画事業部門と田辺三菱製薬グループのベネシスが統合することで発足した。歴史的にはかつての日本ブラッドバンク→ミドリ十字→吉富製薬（ウェルファイド）→三菱ウェルファーマの流れを汲む。
2012年（平成24年）10月1日より事業を開始。基本理念は「善意と医療のかけ橋」。
血液の成分である血漿に含まれるタンパク質を抽出・精製した「血漿分画製剤」の製造販売を主な事業としている。
血漿分画製剤の原料である血漿は、日本国内では献血によって確保されており、国が策定する需給計画に基づき採血事業者（日本赤十字社）から各製造メーカーに配分される。
令和5年度において日本血液製剤機構は、国内の原料血漿確保量123.3万リットルのうち66万リットルの配分を受けている。

## 事業内容[2]
血漿分画製剤の製造販売
- 人免疫グロブリン製剤
- 抗HBs人免疫グロブリン製剤
- 人血清アルブミン製剤
- 人アンチトロンビン製剤
- 血液凝固第VIII因子製剤
- 人ハプトグロビン製剤　など

研究開発
- 血液製剤の改良・新製品の開発

医療用医薬品の販売・プロモーションの受託

## 本社・事業所・営業拠点[2]
- 本社 - 東京都港区芝浦三丁目1番1号田町ステーションタワーN15階
- 千歳工場 - 北海道千歳市泉沢1007-31
- 京都工場 - 京都府福知山市長田野町2-11
- 中央研究所 - 兵庫県神戸市中央区港島南町1-5-2 神戸キメックセンタービル8階
- 東日本統括部 - 東京都千代田区麹町4-8 麹町クリスタルシティ 5階
- 東海北陸統括部 - 愛知県名古屋市中区錦2-4-15 ORE錦二丁目ビル 12階
- 西日本統括部 - 大阪府大阪市淀川区宮原4-1-9 新大阪フロントビル 7階